# Samuel Kidd
Samuel Kidd (Welton, 1804. november 22. – Camden Town, London, 1843. június 12.) brit protestáns hittérítő, sinológus.

## Élete, munkássága
Az egyszerű falusi iskolában tanult Samuel Kidd 1820-ban a Gosportban Londoni Misszionárius Társaság iskolájába jelentkezett, majd 1824-ben Madrasba, majd Malakkába hajózott. Itt végzett hittérítői tevékenysége mellett rövidebb írásai jelentek meg Kínáról. 1827-ben kinevezték a malakkai angol–kínai főiskola tanárává.
1829-ben Kidd felesége egészségi állapota miatt visszatért Angliába. Három évvel később, az epilepsziában szenvedő Kidd maga is követte. 1833-ban Essexben lett lelkipásztor, majd 1837-ben öt évre szóló megbízással kinevezték a londoni University College kínai professzorának. Samuel Kidd 1843.június 12-én tragikus hirtelenséggel hunyt el Camden Town-i lakhelyén.

## Fontosabb művei
- "Critical Notices of Dr. Robert Morrison's Literary Labours" in Memoir of Morrison, 1838, ii. 1–87
- Lecture on the Nature and Structure of the Chinese Language. London: Taylor and Walton, 1838
- China, or Illustrations of the Philosophy, Government, and Literature of the Chinese, London, 1841